# Ян Юст Бос
Ян Юст Бос (нід. Jan-Just Bos, 28 липня 1939 — 24 березня 2003) — нідерландський академічний веслувальник.
Бронзовий призер Олімпійських Ігор 1964 року в складі розпашної двійки зі стерновим, учасник 1960 року.